# دوري جرينلاند لكرة القدم 1958
دوري جرينلاند لكرة القدم 1958 هو موسم من دوري جرينلاند لكرة القدم. فاز فيه Grønlands Seminariums Sportklub ‏.